# 칼라베라스 머리뼈

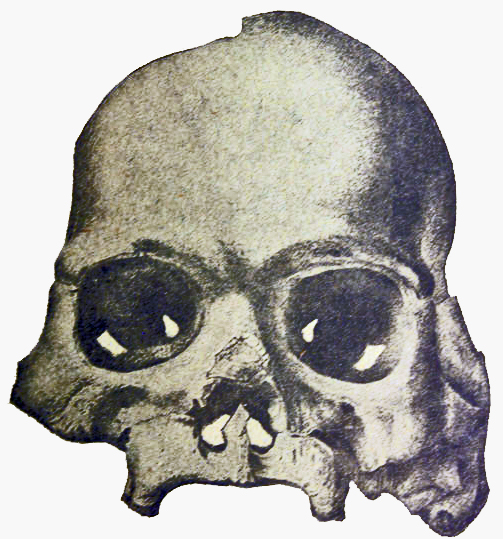
윌리엄 헨리 홈즈가 예비 폭로한 칼라베라스 머리뼈.

칼라베라스 머리뼈는 1866년 캘리포니아 칼라베라스의 광부에 의해 발견된 인간의 머리뼈이다. 인간, 마스토돈, 코끼리가 캘리포니아에서 공존했던 것을 증명한 단서로 여겨졌지만, 그것은 나중에 날조로 밝혀졌다. 공교롭게도, "칼라베라스"는 "머리뼈"를 뜻하는 스페인어 단어이다.

## 같이 보기
- 필트다운 인